# Charles Destrée
Charles Cornelis Destrée (Sint Pancras, 13 mei 1926 – Meaux, 14 februari 2019) was een Nederlands verzetsstrijder en historicus.

## Persoonlijk
Destrée was een zoon van de huisarts Arend Destrée die van 1925 tot 1963 een praktijk had te Sint Pancras, en Anna Landwehr. Tijdens de Tweede Wereldoorlog maakte zijn vader deel uit van het Artsenverzet, en Charles werd door hem ingeschakeld als koerier. Zonder dat zijn vader het wist was Charles Destrée vanaf 1944 zelf ook betrokken bij het daadwerkelijk verzet. Hij beschikte over een verklaring van de zuurkoolfabriek Peter Verburg in Langedijk, dat hij onmisbaar was voor de voedselvoorziening. Zodoende wist Destrée aan de Arbeitseinsatz te ontkomen. Begin september 1944 werd hij door zijn vader naar de Zeevaartschool in Groningen gebracht. Hij was weer thuis toen op 25 april 1945 een groep Gestapo-agenten zijn vader aanhield, die op weg naar huis was. Door een list wist zijn vader een arrestatie te voorkomen en ook Destrée, die zich met twee onderduikers bij de buren had verstopt, ontkwam aan arrestatie.
Na de oorlog vertrok Destrée in 1946 als oorlogsvrijwilliger naar Nederlands-Indië. Hij maakte deel uit van het Regiment Stoottroepen en was chauffeur en tekenaar voor de Legervoorlichtingsdienst op Bali. Hoewel Destrée het aanvankelijk naar zijn zin had begon het na een paar maanden tot hem door te dringen dat het Nederlandse leger oorlogsmisdaden pleegde. Vooral de KNIL-eenheid Gadja Merah (Rode Olifant Brigade) hield op Bali huis. De eenheid van Destrée werd in september 1947 naar Sumatra overgeplaatst.
Destrée keerde in 1948 terug in Nederland. In 1950 kreeg hij een eervolle vermelding voor een affiche dat hij voor een affichewedstrijd van de E.C.A.-missie had ingezonden. Hij vertrok in datzelfde jaar naar Parijs. Destrée was daar werkzaam als designer en reclame-ontwerper en richtte in Auvers-sur-Oise het Franse reclamebureau Société d' Esthétique Appliquée (SEA) op dat weldra aan de Prinsengracht in Amsterdam een Nederlandse vestiging kreeg. Destrée werkte hier onder andere voor Verkade, de Panter-sigarenfabriek en de scheepswerf Verolme. In Frankrijk behoorde Pont-à-Mousson tot de klanten.
Destrée overleed op 14 februari 2019 in zijn slaap op 92-jarige leeftijd in de Franse stad Meaux.

## Great Britainsgame
Destrée woonde tot zijn overlijden in Frankrijk en was tot op hoge leeftijd nog actief als amateur-historicus. Hij liet zich via internet uit over met name de geschiedenis van het Nederlands Koninklijk Huis, de Tweede Wereldoorlog en Nederlands-Indië. Zijn bijdragen zijn over het algemeen zeer kritisch aan het adres van gerenommeerde wetenschappers zoals Loe de Jong en Cees Fasseur.
Zijn grootste activiteit betrof wellicht het uitwerken van het 'Great Britainsgame'. Dit omvat zijn eigen persoonlijke visie op het Englandspiel en het bevat een voorname bron van kritiek op de geschiedschrijving door De Jong en Fasseur. Dit 'Great Britainsgame' behelst het idee dat, toen in de tweede helft van 1942 het Verenigd Koninkrijk en Nederland de oorlog leken te verliezen, beide landen een plan ontwikkelden om begin 1943 vrede met Duitsland te kunnen sluiten. Het Verenigd Koninkrijk zou met vrede akkoord kunnen gaan in wat het "Plan for Holland" werd genoemd, als Nederland, België en Noord-Frankrijk gedemilitariseerd zouden worden. Prins Bernhard zou dan onder Hitler als stadhouder terugkomen (van alleen een noordelijk deel van Nederland; een NSB'er zou het zuiden gaan beheren). Daartoe zou dan wel het communistische en socialistische verzet moeten worden opgeruimd. Nadat het Verenigd Koninkrijk echter verzekerd was van de volledige steun van de Verenigde Staten, werd dit vredesplan verlaten. De bewijzen van Bernhards betrokkenheid zouden zijn weggewerkt. Vervolgens zou de geschiedschrijving zijn aangepast in het voordeel van Wilhelmina en Bernhard, met behulp van mensen als Lou de Jong - aldus nog steeds Destrée.
Destrée stelt dat de Stadhoudersbrief die Prins Bernhard aan de nazi's zou hebben geschreven, zeer waarschijnlijk bij het Nederlands Instituut voor Oorlogsdocumentatie (NIOD) of in Duitse en/of Amerikaanse archieven) wordt bewaard. Ook Gerard Aalders, voormalig medewerker NIOD, is overtuigd van het bestaan van de Stadhoudersbrief. Deze brief is echter nooit opgedoken.

Ebbe Rost van Tonningen stelt in zijn boek In niemandsland dat zijn vader, Meinoud Rost van Tonningen, volgens Destrée is vermoord in opdracht van Prins Bernhard. Hij voegt daar aan toe dat daar geen harde bewijzen voor zijn, "hooguit aanwijzingen". In Friendly fire (2005) wordt Destrée door de schrijvers bedankt voor het delen van kennis en informatie. Voor het boek War of the Windsors (2002) werd hij geïnterviewd.